# Viktorin Strigel
Viktorin Strigel / Victorino Strigelio (16 o 26 de diciembre de 1524 en Kaufbeuren; f. 26 de junio de 1569 en Heidelberg) fue un teólogo luterano.

## Biografía

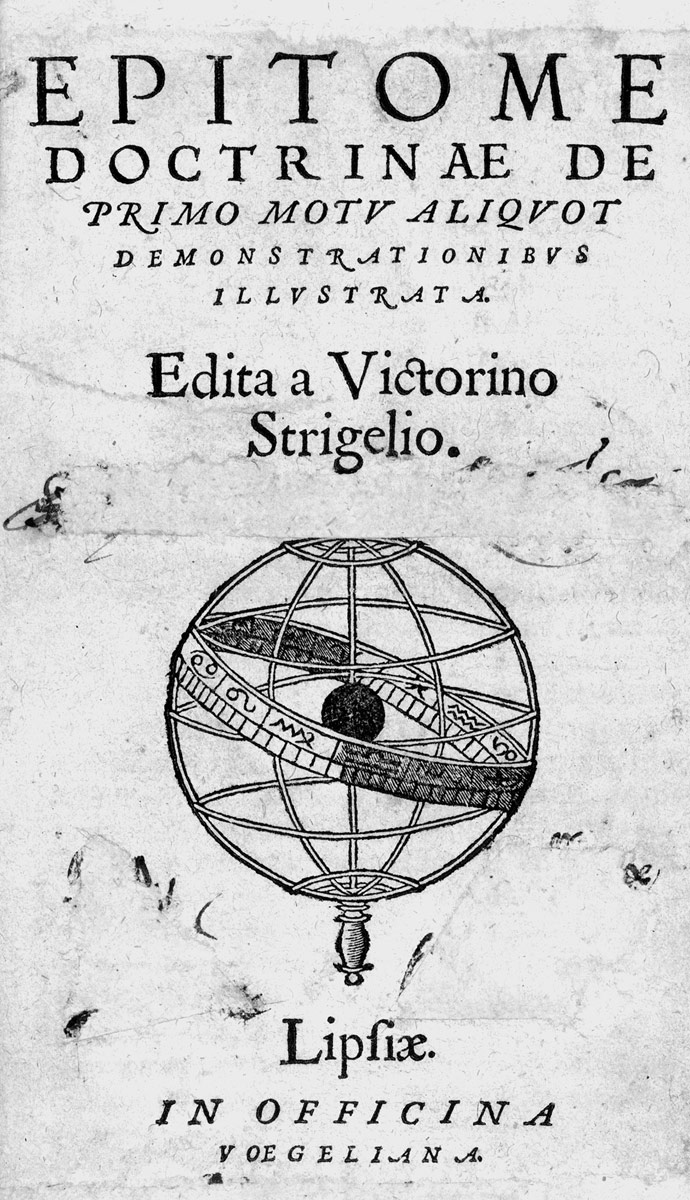
Epitome doctrinae de primo de motv aliqvot, Leipzig 1564

Viktorin Strigel nació en 1524 en Kaufbeuren, hijo del doctor Ivo Strigel. Asistió a la Universidad de Friburgo, y en octubre de 1542, en la Universidad de Wittenberg, para estudiar Filosofía y Teología. Aquí conoció a Felipe Melanchthon y en 1544 obtuvo su licenciatura e impartió clases. Durante la Guerra de Esmalcalda, huyó con Melanchthon a Magdeburg y después a la Universidad de Erfurt, donde también impartió clases. De Erfurt marchó a Jena, donde participó en la fundación de la Escuela secundaria y a partir del 20 de marzo, impartió clases de Filosofía e Historia y más tarde, colaboró con Melanchthon en su Loci Theologici.

Continuó su carrera académica como catedrático y rector de la Universidad de Jena . Hizo campaña para la creación de leyes universitarias. Strigel enseñaba a los estudiantes en el antiguo Convento de los dominicos en Jena, donde en sus habitaciones, instaló el "Collegium Jenense". Con el nombramiento Flacio Ilirico en1557, se involucró Strigel en la disputa entre los ortodoxos Gnesiolutheranern o luteranos auténticos y los Filipistas seguidores de Melachthon. En 1559, fue arrestado debido a su posición teológica y suspendido de empleo y sueldo. En 1562, entró como catedrático en la Universidad de Leipzig, y de ahí a Wittenberg. Finalmente, en 1567, a la Universidad de Heidelberg, donde se convirtió al Calvinismo.

## Selección de obras
- Loci theologici, Neustadt a. d. H. 1581-84